# Gert von Klass
Gert von Klass, teilweise auch von Klaß geschrieben (* 3. Februar 1892 in Oels; † 1971 in Schleswig), war ein deutscher Wirtschaftsjournalist, Schriftsteller und Drehbuchautor. Er war beauftragter Biograf der Familien Krupp und Stinnes.

## Leben
Klass stammte aus Odenthal und wurde von der Firma Friedrich Krupp in Essen unter anderem für die Festschrift zum 150-jährigen Firmenjubiläum 1961 beauftragt. Der Spiegel charakterisierte ihn im Zusammenhang seiner Stinnesbiographie als Hersteller schönfärberischer Industriellenbiografien. Im Fall von Stinnes etwa fehlen die problematischen Aspekte von dessen Leben. Er verfasste zahlreiche Publikationen im Bereich Wirtschaftsjournalismus.

## Film
- 1941: Die schwedische Nachtigall (Drehbuch mit Per Schwenzen)

## Schriften (Auswahl)
- Das alte Haus. Roman einer Familie. Propyläen-Verlag, Berlin 1937.
- Liliane Gand. [Roman] Moritz Schauenburg, Lahr 1952.
- 100 Jahre Niederrheinische Hütte, Aktiengesellschaft. Hoppenstedt, Duisburg 1951.
- Amag-Hilpert-Pegnitzhütte AG Nürnberg. Ein Beitrag zur Geschichte der Armaturen und Pumpen. Mainz 1954.
- Die Wollspindel – Ein schwäbisches Familienporträt, Rainer Wunderlich Verlag, Tübingen 1955, DNB 452430720.
- Deutsche Continental-Gas-Gesellschaft. 1855–1955. Düsseldorf 1955.
- Albert Vögler. Einer der Großen des Ruhrreviers. Wunderlich, Tübingen 1957.
- 100 Jahre AGROB Aktiengesellschaft für Grob- und Feinkeramik, München: 1859–1959.Verlag für Wirtschaftspublizistik Bartels, Wiesbaden 1959.
- 50 Jahre Josef Brocke, Schwelm/Westfalen: Maschinen u. Metallwarenfabrik. Verlag für Wirtschaftspublizistik Bartels, Wiesbaden 1962.
- Tradition und Fortschritt. Hrsg. aus Anlass des 100-jährigen Bestehens der Metzeler AG, Verlag für Wirtschaftspublizistik Bartels, Wiesbaden 1965.
- Ein Rad greift in's andere. Hrsg. aus Anlass des 75-jährigen Bestehens der Alfelder Eisenwerke, Verlag für Wirtschaftspublizistik Bartels, Wiesbaden 1965.
- Aus einem Guss. Hrsg. aus Anlass des 75-jährigen Bestehens des Eisenwerks Rödinghausen Lendringsen (ERL), Verlag für Wirtschaftspublizistik Bartels, Wiesbaden 1965.
- Kampagnen für den Zucker. Hrsg. aus Anlass des 100-jährigen Bestehens der Aktien-Zuckerfabrik Peine, Verlag für Wirtschaftspublizistik Bartels, Wiesbaden 1966.
- Brückenschläge. Klein, Schanzlin & Becker, Verlag für Wirtschaftspublizistik Bartels, Wiesbaden 1966.
- Stolberger Zink. Die Geschichte eines Metalls, Archiv für Wirtschaftskunde, Darmstadt o. J.